# Victoriano Huerta
Victoriano Huerta (Colotlán, 22 dicembre 1850 – El Paso, 13 gennaio 1916) è stato un generale, politico e dittatore messicano, 35º presidente del Messico e figura di spicco della rivoluzione messicana. Rimane una figura negativa in Messico e infatti è ancora disprezzato dai moderni messicani, che in genere si riferiscono a lui come "Lo sciacallo" (El Chacal) o "L'usurpatore" (El Usurpador).

## Biografia
Nacque da una famiglia di contadini huicholes. Dopo essere stato un collaboratore del governo di Porfirio Díaz, fu al servizio del suo successore Francisco Madero, per il quale represse le insurrezioni di Pascual Orozco ed Emiliano Zapata. Nel 1913 fu a capo del colpo di Stato che destituì e assassinò Madero e il suo vicepresidente José María Pino Suárez e, con l'appoggio degli Stati Uniti, si autoproclamò presidente. I suoi sostenitori erano noti come Huertisti (Huertistas) durante la Rivoluzione.
La sua breve ma sanguinaria dittatura (dal 19 febbraio 1913 al 14 luglio 1914) non riuscì a fronteggiare le rivolte guidate principalmente da Pancho Villa, Emiliano Zapata e Venustiano Carranza; così nel 1914, dopo l'incidente di Tampico, che aveva dato origine all'occupazione della città portuale messicana di Veracruz da parte degli Stati Uniti, rinunciò alla presidenza e fuggì in esilio, dapprima in Europa e poi negli Stati Uniti stessi.